# Ковалевиці (Поморське воєводство)
Ковалевиці (пол. Kowalewice, нім. Julienhof) — село в Польщі, у гміні Мястко Битівського повіту Поморського воєводства.
Населення — 73 особи (2011).
У 1975-1998 роках село належало до Слупського воєводства.

## Демографія
Демографічна структура станом на 31 березня 2011 року:
|          | Загалом | Допрацездатний вік | Працездатний вік | Постпрацездатний вік |
| -------- | ------- | ------------------ | ---------------- | -------------------- |
| Чоловіки | 38      | 10                 | 27               | 1                    |
| Жінки    | 35      | 12                 | 14               | 9                    |
| Разом    | 73      | 22                 | 41               | 10                   |